# Dòcim de Macedònia
Antígon Dòcim o Dòcim (en llatí Docimus, grec antic: Δόκιμος, Dókimos) fou un oficial de l'exèrcit del Regne de Macedònia que a la mort d'Alexandre el Gran va donar suport a Perdicas d'Orèstia.
A la mort d'Alexandre va unir les seves forces a les d'Àtal i Alcetes, i quan Antígon el Borni els va derrotar a Pisídia l'any 320 aC Dòcim, Àtal i Polemó d'Estimfea van ser fets presoners, segons Diodor de Sicília i Poliè.
Confinats en una fortalesa, durant l'expedició d'Antígon contra Èumenes de Càrdia van aconseguir escapar amb complicitat d'alguns guardians, i es van apoderar de la fortalesa. Dòcim va abandonar el lloc per anar a negociar amb Estratonice, l'esposa d'Antígon, però Diodor de Sicília diu que va caure presoner altra vegada.
Sembla que llavors va entrar al servei d'Antígon i el 313 aC va anar a Cària al front d'un exèrcit d'Antígon per establir la llibertat de les ciutats gregues de Cària.
Poc temps abans de la batalla d'Ipsos l'any 301 aC apareix com a governador de la fortalesa de Sínnada a Frígia, per compte d'Antígon però va ser induït a entregar-la a Lisímac de Tràcia. Probablement governava tot el districte i es creu que fou llavors quan va fundar una ciutat anomenada Docímia, segons Esteve de Bizanci. Després de la caiguda d'Antígon l'any 301 aC ja no se'l menciona més.